# 三郷町立三郷北小学校
三郷町立三郷北小学校（さんごうちょうりつ さんごうきたしょうがっこう）は、奈良県三郷町にある公立小学校。

## 概要
- 1982年、三郷小学校から分離する形で開校[1]。同年6月22日を創立記念日とする。

## 沿革
出典
- 1982年（昭和57年）- 三郷小学校から分離して創立
- 1988年（昭和63年）- 校区一部変更
- 1991年（平成3年）- 創立10周年記念式典
- 2015年（平成27年）- 勢野北美松ヶ丘線開通に伴い西門設置[2]

## 通学区域
- 美松ケ丘東、美松ヶ丘西、三室、夕陽ケ丘、東信貴ケ丘、勢野東、勢野西2丁目6～9、勢野西3丁目、勢野北[3]

## 進学先中学校
- 三郷町立三郷中学校[3]

## 交通アクセス
- 近畿日本鉄道 勢野北口駅（近鉄生駒線）から徒歩約20分

## 通学区域が隣接している学校
- 三郷町立三郷小学校
- 王寺町立王寺北義務教育学校
- 斑鳩町立斑鳩西小学校
- 斑鳩町立斑鳩小学校
- 平群町立平群南小学校
- 平群町立平群小学校